# Torneo de Dubái 2009
El Torneo de Dubái es un evento de tenis que disputado en Dubái, Emiratos Árabes Unidos,  entre el 23 y 1 de marzo de 2009.

## Campeones

### Individuales Masculino
Novak Djokovic vence a  David Ferrer 7-5, 6-3.

### Individuales Femenino
Venus Williams vence a  Virginie Razzano 6–4, 6–2.

### Dobles Masculino
Rik de Voest /  Dmitri Tursúnov vencen a  Martin Damm /  Robert Lindstedt 4–6, 6–3, 10–5.

### Dobles Femenino
Cara Black /  Liezel Huber vencen a  María Kirilenko /  Agnieszka Radwańska 6–3, 6–3.